# Iunie 1984
Acest articol este generat integral pe baza informațiilor din articolul 1984 și este actualizat periodic de un robot.
 Editările făcute în articol vor fi șterse la următoarea actualizare! Dacă doriți să faceți modificări, editați articolul-sursă.

ianuarie -
februarie -
martie -
aprilie -
mai -
iunie -
iulie -
august -
septembrie -
octombrie -
noiembrie -
decembrie
Iunie 1984 a fost a șasea lună a anului și a început într-o zi de vineri.

## Evenimente
- 25 iunie: Are loc inaugurarea oficială a lucrărilor de construcție a Casei Republicii și a Bulevardului "Victoria Socialismului" din București.
- 27 iunie: Echipa națională de fotbal a Franței învinge echipa națională de fotbal a Spaniei cu scorul de 2-0 și câștigă Campionatul European de Fotbal 1984.

## Nașteri

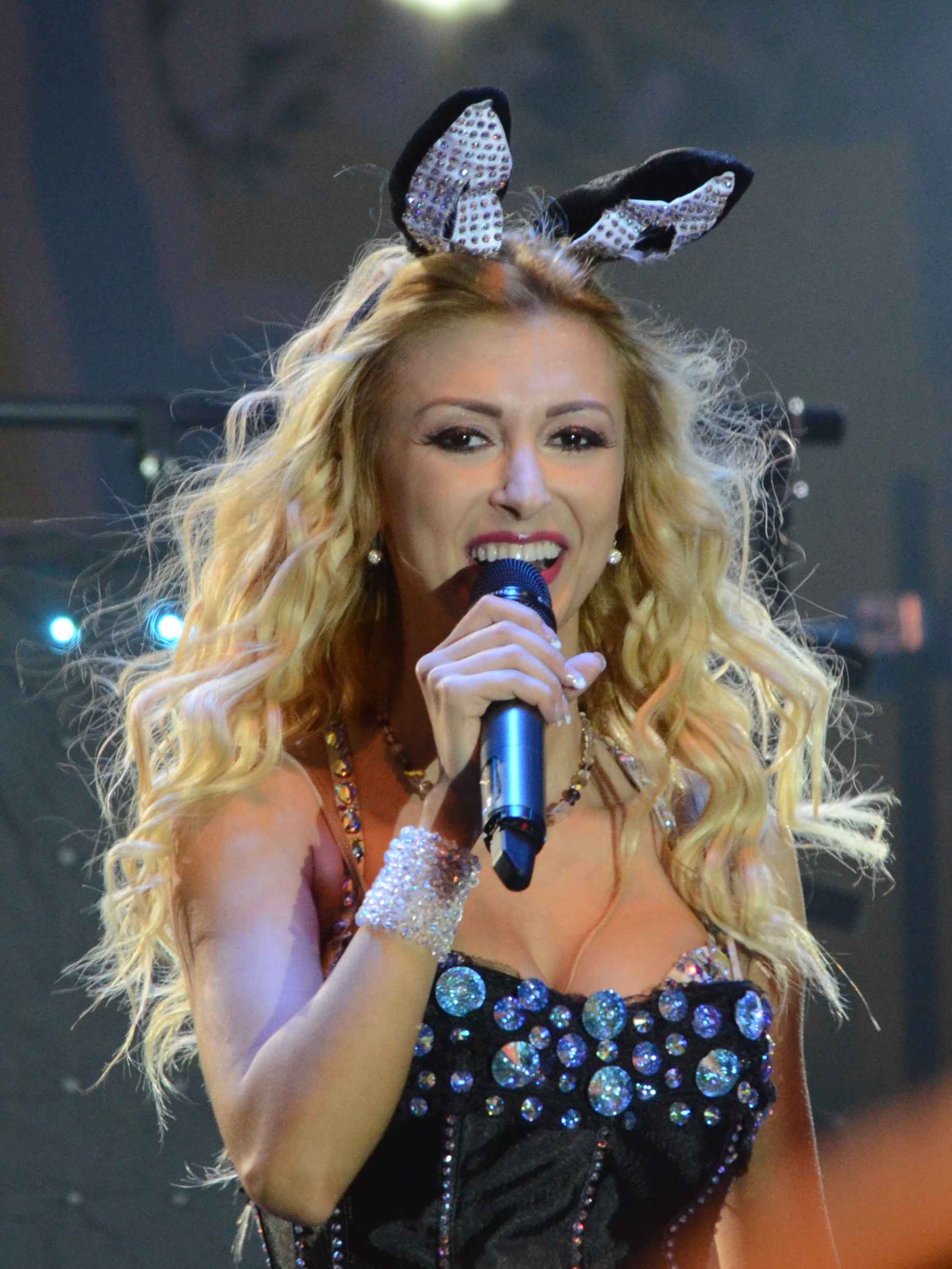
Andreea Bălan, cântăreață română
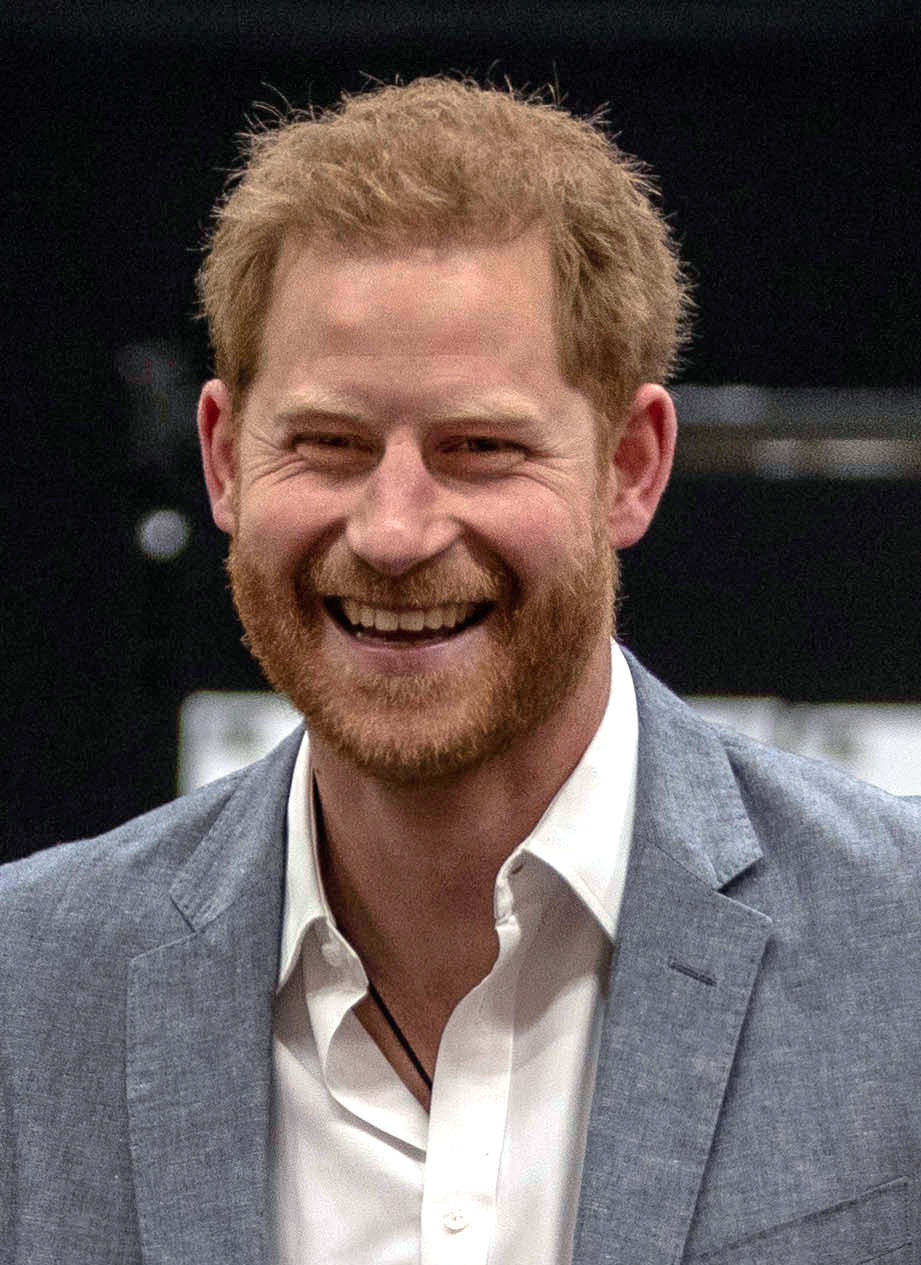
Prințul Harry, Duce de Sussex
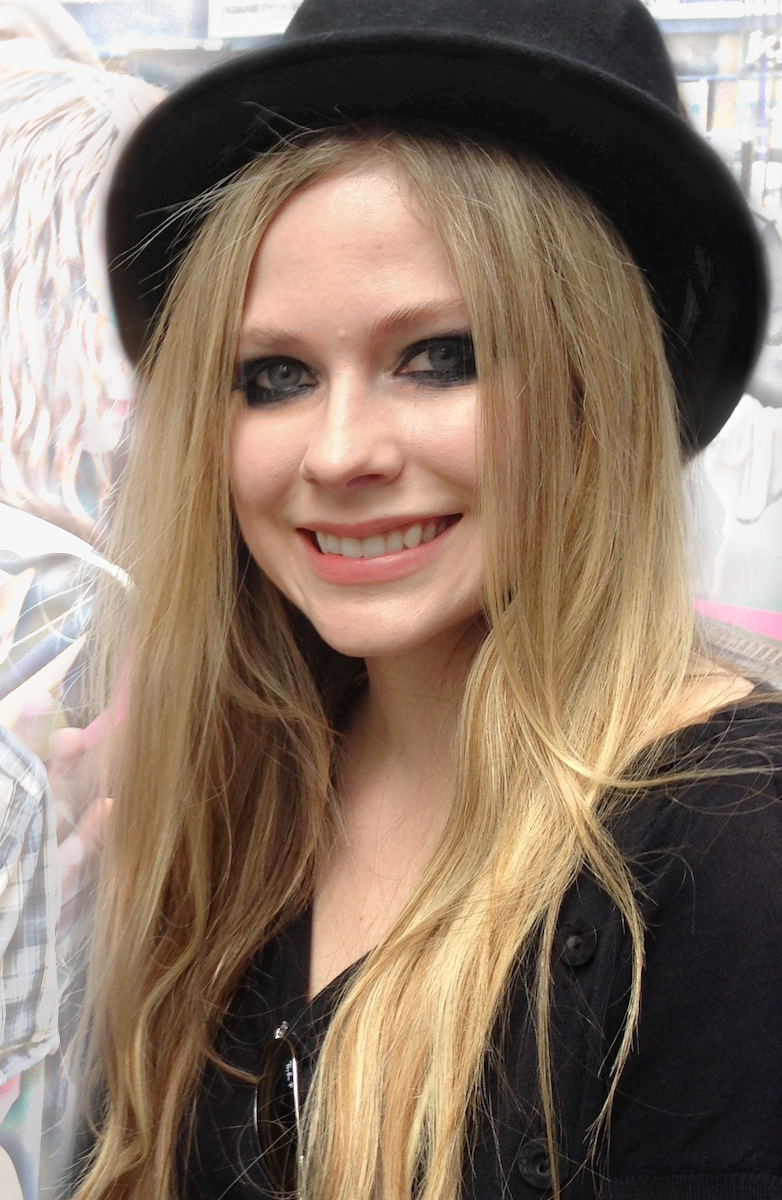
Avril Lavigne, cântăreață, textieră și actriță canadiană
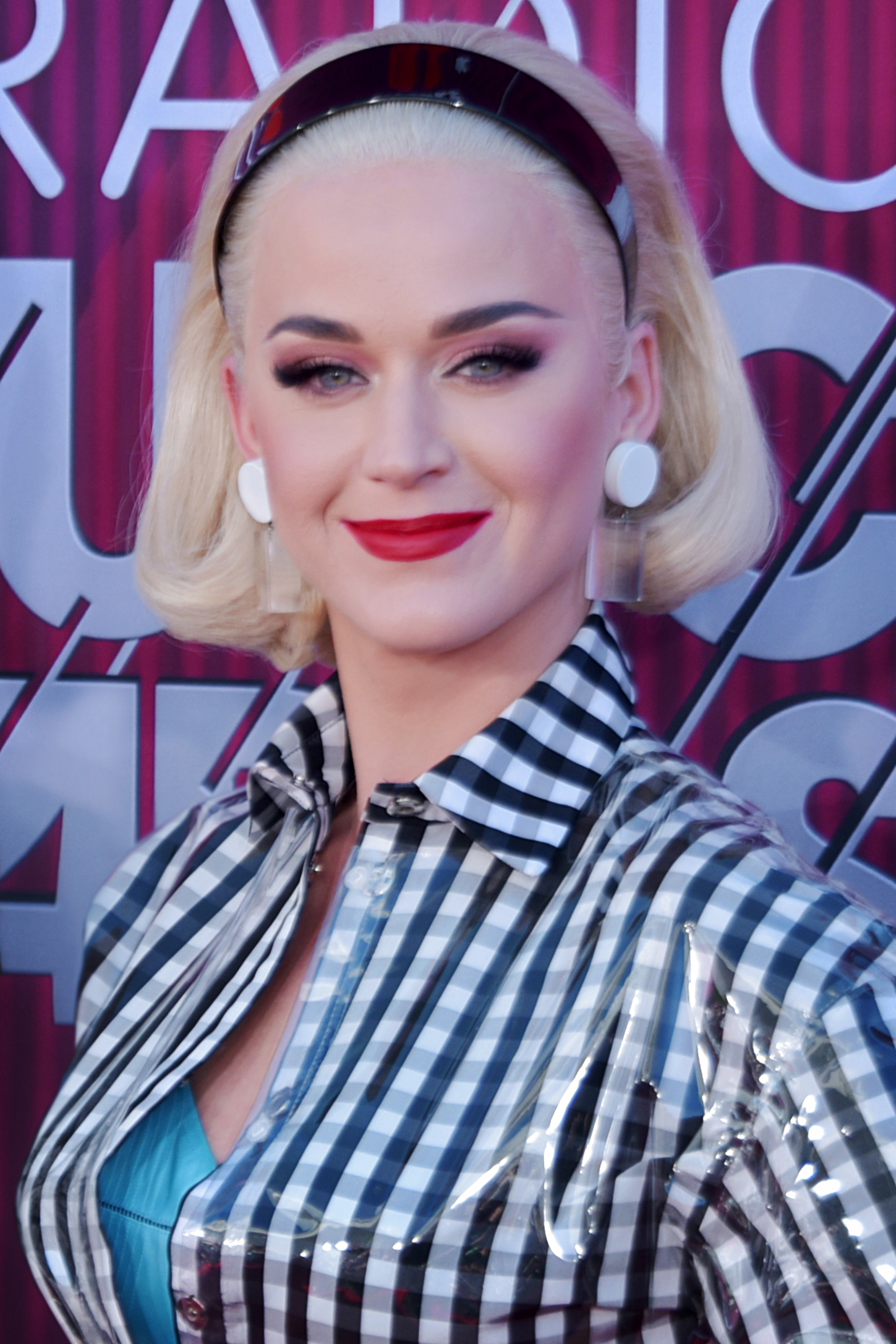
Katy Perry, cântăreață și compozitoare americană

- 1 iunie: Jean Beausejour (Jean André Emanuel Beausejour Colique), fotbalist chilian
- 1 iunie: Jean Bogza (Jean Claude Adrimer Bogza), fotbalist român
- 1 iunie: Jean Claude Adrimer Bozga, fotbalist român
- 2 iunie: Paulius Grybauskas, fotbalist lituanian (portar)
- 6 iunie: ByeAlex (Alex Márta), cântăreț maghiar
- 6 iunie: Antonia Prebble, actriță neozeelandeză
- 7 iunie: Constantin Bejenaru, pugilist din R. Moldova
- 8 iunie: Javier Mascherano (Javier Alejandro Mascherano), fotbalist argentinian
- 8 iunie: Maximiliano Pereira (Victorio Maximiliano Pereira Páez), fotbalist uruguayan
- 9 iunie: Wesley Sneijder (Wesley Benjamin Sneijder), fotbalist neerlandez
- 11 iunie: Vágner Love (n. Vágner Silva de Souza), fotbalist brazilian (atacant)
- 12 iunie: Bruno Soriano (Bruno Soriano Llido), fotbalist spaniol
- 14 iunie: Siobhán Donaghy, cântăreață britanică
- 16 iunie: Jeon Hee-sook, scrimeră sud-coreeană
- 19 iunie: Paul Franklin Dano, actor american
- 19 iunie: Serghei Namașco, fotbalist din R. Moldova
- 24 iunie: Osvaldo Miranda (Osvaldo Noé Miranda), fotbalist argentinian (atacant)
- 23 iunie: Andreea Bălan (Andreea Georgiana Bălan), cântăreață română de muzică pop și dance
- 23 iunie: Ana Rodean, atletă română
- 24 iunie: Valentin Lemnaru (Valentin Ionuț Lemnaru), fotbalist român (atacant)
- 26 iunie: Igor Bugaiov, fotbalist din R. Moldova (atacant)
- 26 iunie: Preslava (Petia Koleva Ivanova), cântăreață bulgară
- 27 iunie: José Lloyd Holebas, fotbalist grec
- 27 iunie: Gökhan Inler, fotbalist elvețian
- 27 iunie: Kiril Pavliucek, fotbalist belarus
- 27 iunie: Rareș Soporan, fotbalist român
- 28 iunie: Andrei Piatov, fotbalist ucrainean (portar)
- 30 iunie: Djorđje Ivelja, fotbalist sârb
- 30 iunie: Cătălin Moroșanu (n. Cătălin Moroșan), luptător român  K1, Supercombat

## Decese
Iosif Gafton, episcop al Bisericii Ortodoxe Române (n. 1896)
Lee Krasner (Lenore Krasner), 75 ani, artistă americană (n. 1908)
Joseph Losey (Joseph Walton Losey), 75 ani, regizor de film american (n. 1909)
Michel Foucault (n. Paul-Michel Foucault), 57 ani, filosof și istoric francez (n. 1926)
Claude Chevalley, 75 ani, matematician francez (n. 1909)
Yigael Yadin (n. Yigal Sukenik), 67 ani, politician israelian (n. 1917)